# Ordres clàssics
Els ordres clàssics són estils arquitectònics canònics amb els quals, en l'arquitectura grega i romana, s'intentava obtenir edificis de proporcions harmonioses en totes les seves parts. L'ordre arquitectònic sorgeix de la necessitat de fixar una relació entre cada una de les parts de l'edifici, aconseguint definir un patró estètic que reprodueixi l'ideal de bellesa del període històric de què es tracti.
En l'arquitectura grega clàssica l'ordre fixava la relació entre l'element que sustenta (la columna) i el sustentat (la llinda).
L'element diferenciador de l'ordre és el capitell en el qual no se segueix cap patró per al traçat geomètric, sinó que la seva composició era traçada a sentiment.

## Estils grecs i romans

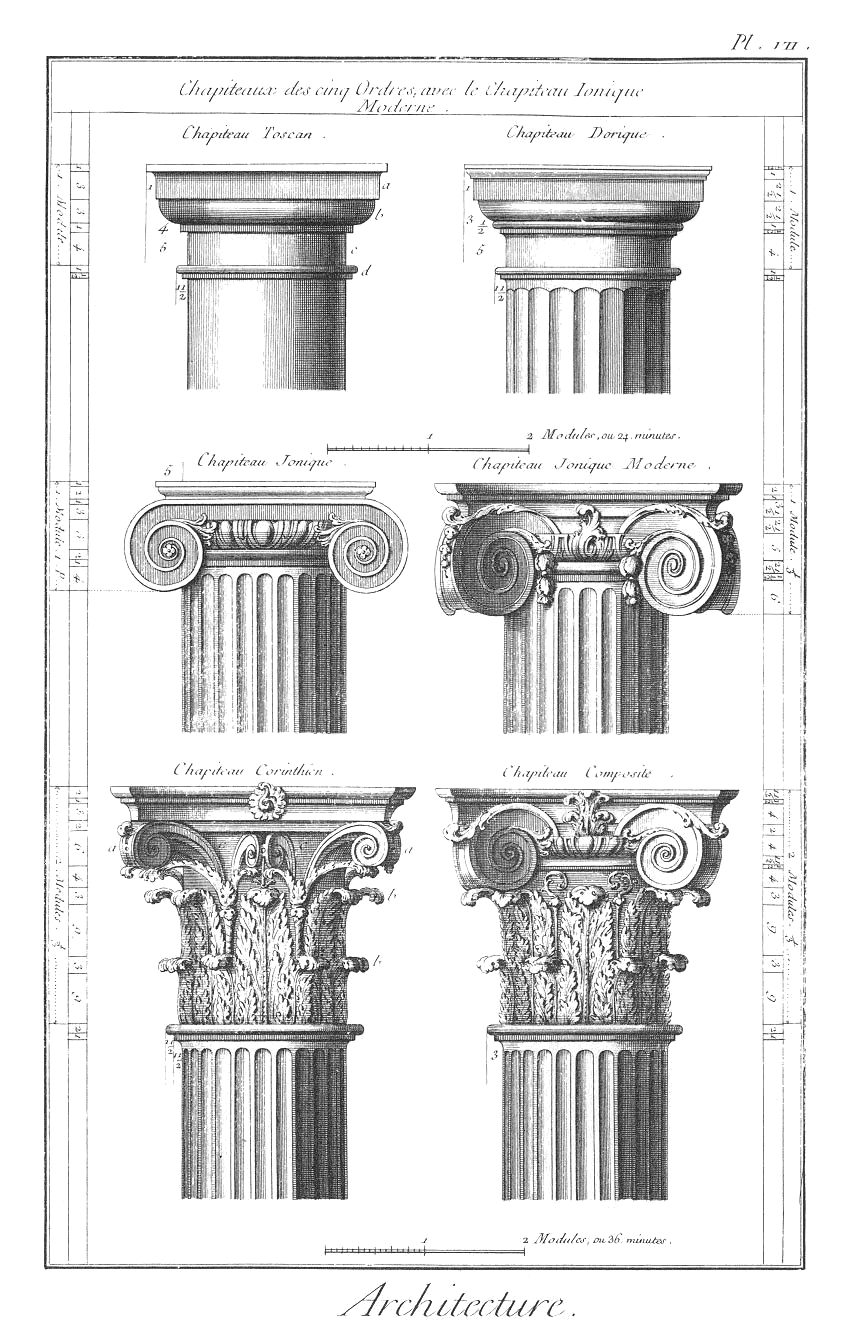
Ordres clàssics segons l'Encyclopédie vol. 18, de Denis Diderot

Es reconeixen i distingeixen els diversos ordres fonamentalment per la forma de la columna, i més en concret per la del capitell. Els grecs només van usar tres ordres: dòric, jònic i corinti. Els romans van assumir els ordres grecs i els van transformar realitzant la seva pròpia versió, alhora que n'afegien dos més: toscà i compost. Encara que tenen el mateix nom, els tres ordres grecs són diferents dels romans, i molt especialment l'estil dòric. A la figura es representen els estils romans.

## Elements constructius
El més representatiu i diferenciador és la columna. Es divideix en tres parts: base, fust i capitell. En l'ordre dòric grec, la columna no té base.
Als edificis clàssics les columnes suporten l'estructura horitzontal que es denomina entaulament, que ordinàriament, es compon de tres parts superposades: arquitrau, fris i cornisa. De vegades tot el conjunt va muntat sobre un pòdium o pedestal: l'estilobat.

## Dimensions
El disseny dels edificis clàssics és rigorosament modular, guardant-se estrictes proporcions basades en una unitat de mesura o 'mòdul' ' propi de cadascun d'ells que no és sinó el radi del fust en la seva base. D'aquesta forma, si es diu que una columna té una alçària de dotze mòduls és que és igual a dotze vegades el radi inferior del fust. En cada ordre, cada part de l'edifici té invariablement un nombre fix i predeterminat de mòduls.
El segle xvi, l'italià Jacopo Vignola va estudiar i va sistematitzar els ordres clàssics establint els seus cànons modulars i definint detalladament les seves mesures i sistemes geomètrics de traçat per a ús dels seus contemporanis. Tot això va quedar recollit al seu tractat Régola delli cinqüe órdini dell'architettura.

## Ús
Els ordres toscà i dòric són els més rudes i s'empraven en exteriors, i especialment en els temples dedicats als déus masculins. Els estils jònic, corinti s'empraven en interiors o en exteriors de temples dedicats a divinitats femenines.
Quan se superposen, els ordres més senzills sempre estan en la part de baix.